# 台灣職棒大聯盟
台灣職業棒球大聯盟（Taiwan Major League Professional Baseball；縮寫：TML），簡稱台灣大聯盟、台灣職棒大聯盟，是臺灣第二個職業棒球聯盟，由聲寶集團及年代集團共同成立於1996年，2003年初解散。全聯盟共有四支球隊，分別為臺北太陽、臺中金剛、嘉南勇士、高屏雷公。

## 沿革

### 成立背景
1992年中，屬於業餘棒球球隊的聲寶巨人棒球隊、俊國建設棒球隊（興農牛之前身）和時報鷹隊，同時申請加入當時臺灣唯一的職業棒球聯盟──中華職棒；但聲寶巨人後來在審查會前遭勸退，其他兩隊通過審查、正式加盟中華職棒。往後多年，聲寶又因加盟門檻、權利金等多重因素無法如願加入中華職棒，遂於1995年萌生另組新職棒聯盟之意。
另外，原擁有中華職棒球賽轉播權的TVBS，在1995年8月進行的中華職棒八年至十年的轉播權競標中出價新臺幣六億元，被緯來電視網以新臺幣十五億元擊敗而失去轉播權；當時的年代影視董事長邱復生不服此結果，遂與聲寶董事長陳盛沺合作，於1995年12月1日宣布成立「那魯灣股份有限公司」（Naluwan Corporation），並由此組成臺灣第二個職棒聯盟──台灣大聯盟。
1996年1月20日，台灣大聯盟於聲寶林口棒球場開訓。1996年6月18日，台灣大聯盟宣佈，聯盟所屬之球隊分別為「臺北太陽隊」、「臺中金剛隊」、「嘉南勇士隊」和「高屏雷公隊」等四隊，四支球隊皆屬那魯灣公司所有，並開放給有興趣的企業贊助取得冠名權。

### 發展與困境
台灣大聯盟的第一場正式比賽於1997年2月28日晚上6時30分於嘉義縣立棒球場開打，開幕戰由臺北太陽隊對決嘉南勇士隊，兩隊派出的先發投手是「金臂人」黃平洋與「假日飛刀手」陳義信。該場比賽最後由太陽隊以六比二擊敗勇士隊，單場MVP則是於三局上打出聯盟第一支全壘打的洋將「紅色殺人機器」山洪（Sam Horn）所獲得，也從此展開臺灣兩職棒聯盟分庭抗禮的狀態。
1997年中，中華職棒爆發職棒簽賭案及打假球事件，導致臺灣整體職棒市場急轉直下，新成立的台灣大聯盟也受到波及。原本台灣大聯盟就沒有球迷基礎，因此初期成立挖角不少中華職棒的明星球員，雖然有不少球迷因為新鮮感而進場觀看比賽，但花俏的宣傳策略顯然沒有留住大多數的球迷，再加上簽賭案爆發後球迷普遍對職棒球員的不信任，經營更是雪上加霜。

### 解散與之後走向
經過數年的慘澹經營後，2002年11月26日，台灣大聯盟與中華職棒聯盟簽下合併協議書，以「四支球隊縮減為兩支球隊」與「一公司一球隊」兩個原則為前提，展開與中華職棒的合併事宜。同年12月30日，台灣大聯盟臨時會員大會，解散聯盟的決議獲得通過。
2003年1月13日，台灣大聯盟與中華職棒聯盟在行政院體育委員會主任委員林德福見證下簽署兩聯盟合併協議書，台灣大聯盟（那魯灣公司）在合併規章的要求下，將四支球隊合併為兩支，且因入主球隊的企業為原因而互換隊名，臺北太陽隊與高屏雷公隊合併為「太陽隊」，臺中金剛隊與嘉南勇士隊合併為「金剛隊」，並分別加入合併後的中華職棒大聯盟；台灣大聯盟正式走入歷史。2006年，那魯灣公司解散。
台灣大聯盟解散後，金剛隊與太陽隊分別獲得第一金控與誠泰銀行贊助，成為第一金剛隊與誠泰太陽隊。2004年，誠泰銀行在已經取得誠泰太陽隊完全經營權的情況下，再將隊名改為誠泰COBRAS，並在2005年上半季奪下在中華職棒隊史上第一座季冠軍；第一金剛也在La New先冠名後接手之下，將隊名改為La New熊隊，並在2006年奪下中華職棒上下半季冠軍，續於同年總冠軍賽中以4：0擊敗統一獅奪下在中華職棒隊史上的第一座總冠軍；誠泰COBRAS則在2007年上半季奪下隊史上第二座季冠軍。2008年，誠泰COBRAS改由賽亞科技接手更名米迪亞暴龍後不久發生簽賭案，遭到中華職棒永久除名。2011年La New熊隊改名Lamigo，2019年Lamigo轉賣給樂天株式會社（Rakuten）並改名為樂天桃猿至今。

## 季後賽
| 屆 | 西元年度 | 獲勝球隊 | 總教練 | 對戰成績 | 勝敗表 | 交戰對手 | 總教練   |
| 1  | 1997年   | 太陽隊   | 貝克曼 | 2勝0敗   | ○○     | 雷公隊   | 山根俊英 |
| 2  | 1998年   | 太陽隊   | 愛爾蘭 | 2勝1敗   | ●○○    | 勇士隊   | 杜福明   |
| 3  | 1999年   | 金剛隊   | 蔡榮宗 | 2勝0敗   | ○○     | 勇士隊   | 杜福明   |
| 4  | 2000年   | 雷公隊   | 徐生明 | 2勝0敗   | ○○     | 勇士隊   | 希爾頓   |
| 5  | 2001年   | 太陽隊   | 李居明 | 2勝1敗   | ○●○    | 雷公隊   | 徐生明   |
| 6  | 2002年   | 雷公隊   | 徐生明 | 3勝1敗   | ●○○○   | 太陽隊   | 石井丈裕 |

## 總冠軍賽
| 屆 | 西元年度 | 獲勝球隊   | 總教練 | MVP    | 對戰成績 | 勝敗表  | 交戰對手 | 總教練   | 優秀球員         |
| 1  | 1997年   | 年代勇士   | 趙士強 | 坎沙諾 | 4勝3敗   | ●○○●●○○ | 聲寶太陽 | 貝克曼   | 無               |
| 2  | 1998年   | 聲寶太陽   | 愛爾蘭 | 蔡泓澤 | 4勝3敗   | ○●●○●○○ | 生活雷公 | 山根俊英 | 無               |
| 3  | 1999年   | 台中金剛   | 蔡榮宗 | 許銘傑 | 4勝2敗   | ●○○○●○  | 聲寶太陽 | 趙士強   | 無               |
| 4  | 2000年   | 聲寶太陽   | 趙士強 | 亞士達 | 4勝0敗   | ○○○○    | 年代雷公 | 徐生明   | 無               |
| 5  | 2001年   | 媚登峰金剛 | 吳復連 | 黃欽智 | 4勝2敗   | ○●●○○○  | 誠泰太陽 | 李居明   | 童琮輝、蔡昱詳   |
| 6  | 2002年   | 宏碁金剛   | 吳復連 | 謝佳賢 | 4勝1敗   | ○○●○○   | 年代雷公 | 徐生明   | 武藤幸司、許文雄 |

## 各隊總戰績
| 球隊     | 出賽 | 勝  | 敗  | 和 | 勝率 | 勝差 |
| 臺北太陽 | 504  | 268 | 225 | 11 | .544 | —    |
| 臺中金剛 | 504  | 246 | 247 | 11 | .499 | 22.0 |
| 高屏雷公 | 504  | 245 | 251 | 8  | .494 | 24.5 |
| 嘉南勇士 | 504  | 229 | 265 | 10 | .464 | 39.5 |

## 年度口號
| 1997年 | TML元年 | 正港的英雄                                   |
| 1998年 | TML二年 | 英雄出少年 （正港英雄‧速度‧熱情‧活力）       |
| 1999年 | TML三年 | 台灣優先、強力出擊 （正港英雄‧真正比賽）     |
| 2000年 | TML四年 | 台灣本色、英雄天下                           |
| 2001年 | TML五年 | ONLY BASE BALL                               |
| 2002年 | TML六年 | It's My War （2003年與中華職業棒球聯盟合併） |

## 歷任會長
| 任次            | 姓名            | 就任日期        | 離任日期        |                 |
| 台灣大聯盟 會長 | 台灣大聯盟 會長 | 台灣大聯盟 會長 | 台灣大聯盟 會長 | 台灣大聯盟 會長 |
| --------------- | --------------- | --------------- | --------------- | --------------- |
| 1               | 簡明景          | 1996年2月8日    | 1997年7月9日    |                 |
| 代理            | 王金平          | 1997年7月17日   | 1997年8月22日   |                 |
| 2               | 王金平          | 1997年8月22日   | 2000年4月9日    |                 |
| 3               | 王金平          | 2000年4月10日   | 2002年12月30日  |                 |

## 外部連結
- 台灣職棒大聯盟在台灣棒球維基館上的頁面（繁體中文）